# Oldboy (2003)
Oldboy (Hangul: 올드보이, Oldeuboi) is een Zuid-Koreaanse film uit 2003 onder regie van Park Chan-wook. Het verhaal is gebaseerd op dat uit een gelijknamige Japanse manga. Oldboy is het tweede deel in Parks Vengeance-trilogie. Hierin wordt de film voorafgegaan door Sympathy for Mr. Vengeance en gevolgd door Sympathy for Lady Vengeance.
Oldboy won meer dan vijftien filmprijzen, waaronder een British Independent Film Award voor beste buitenlandse film, de juryprijs op het Filmfestival van Cannes en een Golden Trailer Award voor beste buitenlandse actie-thriller. In november 2013 verscheen er een Amerikaanse remake van de film, eveneens genaamd Oldboy.

## Verhaal
In 1988 wordt zakenman Oh Dae-su gearresteerd wegens dronkenschap, waardoor hij de vierde verjaardag van zijn dochter mist. Zijn vriend Joo-hwan haalt hem op, maar Dae-su verdwijnt en ontwaakt in een afgesloten hotelkamer. Afhaalmaaltijden worden via een huisdierenluik bezorgd en zijn enige afleiding is een televisie. Via de televisie verneemt Dae-su dat hij erin is geluisd voor de moord op zijn vrouw. Naarmate de jaren verstrijken, raakt Dae-su van zijn eenzaamheid krankzinnig en probeert hij zelfmoord te plegen door zijn polsen door te snijden, maar hij wordt gereanimeerd. Dae-su begint vervolgens vechtsporten te beoefenen tegen de muur en probeert een ontsnappingstunnel te graven.
In 2003 wordt Dae-su verdoofd, gehypnotiseerd en na vijftien jaar gevangenschap vrijgelaten. Hij ontwaakt op een dak, waar hij een suïcidale man redt en zijn verhaal vertelt. Zodra hij klaar is, laat Dae-su de man zijn zelfmoord hervatten. Dae-su ontvangt geld en een telefoon van een bedelaar en gaat een sushirestaurant binnen. Gepest door zijn ontvoerder aan de telefoon, bestelt en eet Dae-su een levende octopus voordat hij in elkaar zakt. Dae-su wordt opgevangen door de jonge sushichef Mi-do en probeert haar tevergeefs te verkrachten. Hij heeft onmiddellijk spijt en probeert te vertrekken, maar ze verzoenen zich en sluiten een band door hun eenzaamheid.
Dae-su zoekt naar zijn dochter, maar geeft het op wanneer hij hoort dat ze geadopteerd en geëmigreerd is naar Stockholm. Zich concentrerend op zijn ontvoerders eet hij gebakken noedels in Chinese restaurants, totdat hij erachter komt wie al die jaren zijn gevangenismaaltijden heeft bereid. Wanneer hij bezorger achtervolgt, ontdekt Dae-su een privégevangenis waar mensen betalen om anderen op te sluiten. Hij martelt en ondervraagt de bewaker, Park Cheol-woong, die onthult dat Dae-su gevangen zat omdat hij "te veel praatte". Parks bewakers vallen Dae-su aan, maar hij vecht zich erdoorheen.
Dae-su komt weer in contact met Joo-hwan, die nu in een internetcafé werkt. Dae-su wantrouwt Mi-do en bindt haar vast, maar zijn ontvoerder belt hem en stuurt hem naar een naburig appartement. Onder het pseudoniem "Evergreen" stelt hij Dae-su een ultimatum: als hij binnen vijf dagen zijn motief kan achterhalen, zal Evergreen zijn pacemaker deactiveren. Anders zal Evergreen Mi-do vermoorden. Dae-su keert terug naar Mi-do en treft Park en zijn schurken aan die haar misbruiken. Park bereidt zich voor om Dae-su te martelen, maar stopt wanneer Evergreen een koffer met geld stuurt. Dae-su dreigt Parks hand af te hakken, maar Park vertrekt. Mi-do is boos over het ultimatum, maar zij en Dae-su groeien naar elkaar toe en hebben seks in een liefdeshotel.
Dae-su wordt wakker en vindt Parks hand verpakt in een paarse geschenkdoos. Hij onderzoekt zijn bezittingen en laat zijn schoen debuggen. Dae-su en Mi-do volgen Evergreens pseudoniem naar Dae-su's middelbareschoolmotto: "Evergreen Old Boys". Dae-su identificeert Evergreen in een jaarboek als Lee Woo-jin en belt Joo-hwan op. Joo-hwan herinnert zich een meisje in zijn klas, Lee Soo-ah – die de zus van Woo-jin blijkt te zijn – en beschrijft grofweg haar seksleven en zelfmoord. Woo-jin luistert Joo-hwan af en steekt hem woedend dood. Dae-su zoekt Park op, die wraak wil nemen voor het afhakken van zijn hand. Park stemt ermee in Mi-do tijdelijk gevangen te zetten om haar te beschermen. In een gesprek met Soo-ahs vrienden herinnert Dae-su zich dat hij getuige was van een vrijpartij tussen haar en Woo-jin. Niet wetende dat het incest was, vertelde Dae-su Joo-hwan over haar promiscuïteit, waarna Joo-hwan de roddels verspreidde. Woo-jin, die de waarheid ontkent dat hij zijn zus zwanger heeft gemaakt, beweert dat Soo-ah een schijnzwangerschap heeft ontwikkeld, wat haar tot zelfmoord heeft gedreven.
In Woo-jins penthouse onthult Dae-su Woo-jins motief. Een geamuseerde Woo-jin geeft Dae-su een familiefotoalbum, waarvan de inhoud onthult dat Mi-do Dae-su's dochter is. Woo-jin onthult dat hij hypnose heeft gebruikt om hun ontmoeting en incestueuze relatie te orkestreren, en dat hij Park heeft betaald om Mi-do gevangen te zetten. Woo-jin dreigt Mi-do de waarheid te vertellen, en Dae-su kruipt wanhopig rond, smekend om Mi-do de waarheid niet te vertellen. Wanneer Woo-jin onbewogen blijft, snijdt Dae-su zijn tong af als boetedoening. Woo-jin accepteert zijn excuses en beveelt Park om het Mi-do niet te vertellen. Ook laat hij de afstandsbediening van zijn pacemaker. Dae-su gebruikt hem in de hoop Woo-jin te doden, maar er wordt enkel een opname van Dae-su en Mi-do die seks hebben afgespeeld, waardoor hij in wanhoop instort. Woo-jin verlaat het penthouse en schiet zichzelf door het hoofd, denkend aan zijn mislukking om de zelfmoord van zijn zus te voorkomen.
Even later vindt Dae-su Yoo Hyung-ja, de hypnotiseur en vraagt haar zijn kennis dat Mi-do zijn dochter is, te wissen. Geraakt door een specifieke zin in zijn brief (Ook al ben ik niet beter dan een beest, heb ik dan niet het recht om te leven?), begeleidt ze Dae-su om het deel van zichzelf dat de waarheid kent, als dood te beschouwen. Een bezorgde Mi-do vindt Dae-su alleen, liggend in de sneeuw. Mi-do bekent haar liefde voor hem en de twee omhelzen elkaar. Dae-su glimlacht, maar zijn glimlach verandert in een gekwelde grimas.

## Rolverdeling
| Acteur         | Personage        |
| -------------- | ---------------- |
| Choi Min-sik   | Oh Dae-su        |
| Yu Ji-tae      | Lee Woo-jin      |
| Kang Hye-jeong | Mi-do            |
| Ji Dae-han     | No Joo-hwan      |
| Kim Byeong-ok  | Mr. Han          |
| Yoon Jin-seo   | Lee Soo-ah       |
| Oh Dal-su      | Park Cheol-woong |
| Lee Seung-shin | Yoo Hyung-ja     |

## Filmmuziek
De soundtrack voor Oldboy werd gecomponeerd door Jo Yeong-wook, die eerder de muziek schreef voor Parks film Joint Security Area. De film won een Grand Bell Award en een Korean Film Award in de categorie beste muziek.
| 1.                 | Look Who's Talking (openingsnummer)                                                             | 1:41 |
| 2.                 | Somewhere in the Night                                                                          | 1:29 |
| 3.                 | The Count of Monte Cristo                                                                       | 2:34 |
| 4.                 | Jailhouse Rock                                                                                  | 1:57 |
| 5.                 | In a Lonely Place                                                                               | 3:29 |
| 6.                 | It's Alive                                                                                      | 2:36 |
| 7.                 | The Searchers                                                                                   | 3:29 |
| 8.                 | Look Back in Anger                                                                              | 2:11 |
| 9.                 | "Vivaldi" – Le quattro stagioni Concerto Nr. 4 in f mineur, Op. 8, RV 297, "L'inverno" (Winter) | 3:03 |
| 10.                | Room at the Top                                                                                 | 1:36 |
| 11.                | Cries and Whispers                                                                              | 3:32 |
| 12.                | Out of Sight                                                                                    | 1:00 |
| 13.                | For Whom the Bell Tolls                                                                         | 2:45 |
| 14.                | Out of the Past                                                                                 | 1:25 |
| 15.                | Breathless                                                                                      | 4:21 |
| 16.                | The Old Boy                                                                                     | 3:44 |
| 17.                | Dressed to Kill                                                                                 | 2:00 |
| 18.                | Frantic                                                                                         | 3:28 |
| 19.                | Cul-de-Sac                                                                                      | 1:32 |
| 20.                | Kiss Me Deadly                                                                                  | 3:57 |
| 21.                | Point Blank                                                                                     | 0:27 |
| 22.                | Farewell, My Lovely                                                                             | 2:47 |
| 23.                | The Big Sleep                                                                                   | 1:34 |
| 24.                | The Last Waltz                                                                                  | 3:23 |
| Totale duur: 60:00 |                                                                                                 |      |

## Prijzen
- Cannes Film Festival 2004
  - Grote juryprijs 2004 – Chan-wook Park
  - Genomineerd voor de Palme D'or – Chan-wook Park

- Grand Bell Awards – Zuid-Korea 2004
  - Best Director – Chan-wook Park
  - Best Actor – Min-sik Choi
  - Best Editing – Sang-Beom Kim
  - Best Illumination – Hyun-won Park
  - Best Music – Yeong-wook Jo